# Cristina de Hesse-Rheinfels
Cristina Francisca Polixena de Hesse-Rheinfels (em alemão:  Christine Franziska Polyxene; Wanfried, 23 de maio de 1688 — Kleinheubach, 17 de julho de 1728) foi uma condessa de Hesse-Rheinfels por nascimento e princesa consorte de Löwenstein-Wertheim-Rochefort pelo seu casamento com Domingos Marquardo de Löwenstein-Wertheim-Rochefort.

## Família
Cristina foi a filha do conde Carlos de Hesse-Wanfried e de sua segunda esposa, Alexandrina Juliana de Leiningen-Dagsburg. Os seus avós paternos eram o conde Ernesto de Hesse-Rheinfels e Leonor de Solms-Lich. Os seus avós maternos eram o conde Emico XIII de Leiningen-Dagsburg e Doroteia de Waldeck-Wildungen.
Ela teve dez irmãos por parte de pai e mãe, entre eles: Carlota Amália, esposa de Francisco II Rákóczi, príncipe da Transilvânia; Sofia Leopoldina, esposa de Filipe Carlos de Hohenlohe-Bartenstein; o conde Cristiano de Hesse-Wanfried-Rheinfels, casado com sua sobrinha, Maria Francisca, filha de Sofia Leopoldina, etc.
Do primeiro casamento de seu pai com Sofia Madalena de Salm-Reifferscheid, ela teve cinco meio-irmãos.

## Biografia
Aos 23 anos, Cristina casou-se com o príncipe Domingos Marquardo, de 21 ou 22 anos, na data de 28 de fevereiro de 1712, na cidade de Rotemburgo do Fulda, no atual estado alemão de Hesse. Ele era filho de Maximiliano Carlos Alberto de Löwenstein-Wertheim-Rochefort e da condessa Maria Polixena Khuen de Belasi.
O casal teve treze filhos.
Cristina faleceu aos 40 anos, no dia 17 de julho de 1728.

## Descendência
- Maria Cristina de Löwenstein-Wertheim-Rochefort (n. e m. 1713);
- Carlos Tomás de Löwenstein-Wertheim-Rochefort (7 de março de 1714 - 6 de junho de 1789), sucessor do pai. Sua primeira esposa foi Maria Carlota Antônia de Holstein-Wiesenburg, com quem teve uma filha. Depois foi casado com Maria Josephine von Stipplin;
- João Filipe de Löwenstein-Wertheim-Rochefort (1715 - 1734), não se casou e nem teve filhos;
- Leopoldo Constantino de Löwenstein-Wertheim-Rochefort (1716 - 1770), não se casou e nem teve filhos;
- Francisco Carlos Guilherme Conrado de Löwenstein-Wertheim-Rochefort (1717 - 1750), foi marido da baronesa Josefa de Schirnding, com quem teve um filho;
- Cristiano Filipe Alexandre de Löwenstein-Wertheim-Rochefort (1719 - 1781), foi marido da baronesa Francisca d'Humbert. Sem descendência;
- João José Wenzel de Löwenstein-Wertheim-Rochefort (1720 - 1788), foi casado com a baronesa Doroteia de Hausen e Gleichenstorff, com quem teve um filho;
- Sofia Guilhermina Maria de Löwenstein-Wertheim-Rochefort (1721-1749), foi esposa do príncipe Carlos Alberto I de Hohenlohe-Waldenburg-Schillingsfürst;
- Teodoro Alexandre de Löwenstein-Wertheim-Rochefort (1722 - 1780), foi casado com a condessa Luísa de  Leiningen-Dachsburg-Hartenburg;
- Uma filha de nome desconhecido;
- Um filho de nome desconhecido;
- Maria Leopoldina de Löwenstein-Wertheim-Rochefort (1726 - 1759), foi a esposa do conde João José Tomás de Giovanni Verclos;
- Um filho de nome desconhecido;